# Vera Cruz (Indiana)
Vera Cruz è un comune degli Stati Uniti d'America, situato nello Stato dell'Indiana, nella contea di Wells.